# 同德乡 (西充县)
同德乡，是中华人民共和国四川省南充市西充县曾经下辖的一个乡。2019年10月，撤销同德乡，将其所属行政区域划归高院镇管辖。

## 行政区划
同德乡撤销前下辖以下地区：
同德村、董仲垭村、万泉村、龙台寺村、小神垭村、梅树湾村、凤头山村、广元湾村、玉清山村、香炉山村、大欠沟村和九头湾村。